# Kirkerup Sogn (Roskilde Kommune)
Kirkerup Sogn 
ist eine Kirchspielsgemeinde (dän.: Sogn)
auf der Insel Sjælland im südlichen Dänemark.
Bis 1970 gehörte sie zur Harde Sømme Herred im damaligen Københavns Amt (bis 1808: Roskilde Amt), danach zur Gundsø Kommune im „neuen“ Roskilde Amt, die im Zuge der  Kommunalreform zum 1. Januar 2007 in der Roskilde Kommune in der Region Sjælland aufgegangen ist.
Im Kirchspiel leben 740 Einwohner (Stand: 1. Januar 2023).
Im Kirchspiel liegt die Kirche „Kirkerup Kirke“.
Nachbargemeinden sind im Norden Gundsømagle Sogn, im Südosten Hvedstrup Sogn und im Süden Ågerup Sogn, ferner in der östlich gelegenen Egedal Kommune Smørum Sogn.

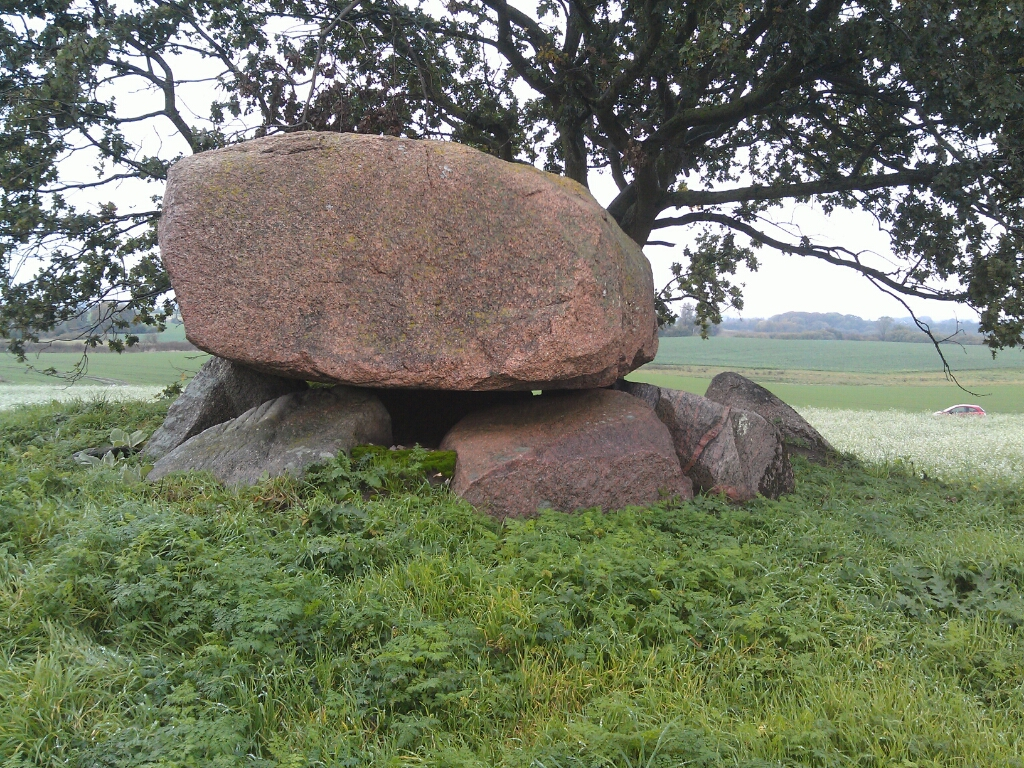
Langdysse von Kirkerup

Der Langdysse von Kirkerup liegt in der Kommune.